# Рухенгери
Рухенгери (руанда Ruhengeri; ранее также Мрухенгери [руанда и нем. Mruhengeri]), с 2006 года официально называется Мусанзе (руанда Musanze) — город в Руанде, располагается в Северной провинции.

## История
В эпоху немецкого управления поселение было известно под названием Мрухенгери.
С 1962 года город Рухенгери являлся административным центром одноимённой провинции, упразднённой в результате реформы 2006 года, по итогам которой вошёл в состав новосозданной Северной провинции; а также был переименован в Мусанзе, однако в иностранных источниках продолжилось активное употребление старого названия.

## Географическое положение
Высота центра города составляет 1883 метров над уровнем моря.

## Население
Население города по данным переписи 2012 года составляло 59 333 человека.
Динамика численности населения города по годам по данным переписей:
| 1978   | 1991   | 2012   |
| ------ | ------ | ------ |
| 18 942 | 29 286 | 59 333 |

## Религия
20 декабря 1960 года буллой римского папы Иоанна XXIII, путём выделения из архиепархии Кабгайи (ныне епархия Кабгайи) и епархии Ньюндо, была учреждена епархия Римско-Католической церкви с центром в Рухенгери.

## Персоналии
- Кизито Бахужимихиго — католический прелат, епископ местной епархии с 1997 по 2007 год.
- Фока Никвигизе — католический прелат, епископ местной епархии с 1968 по 1996 год.
- Винсент Харолимана — католический прелат, епископ местной епархии с 2012 года.

## Фотогалерея

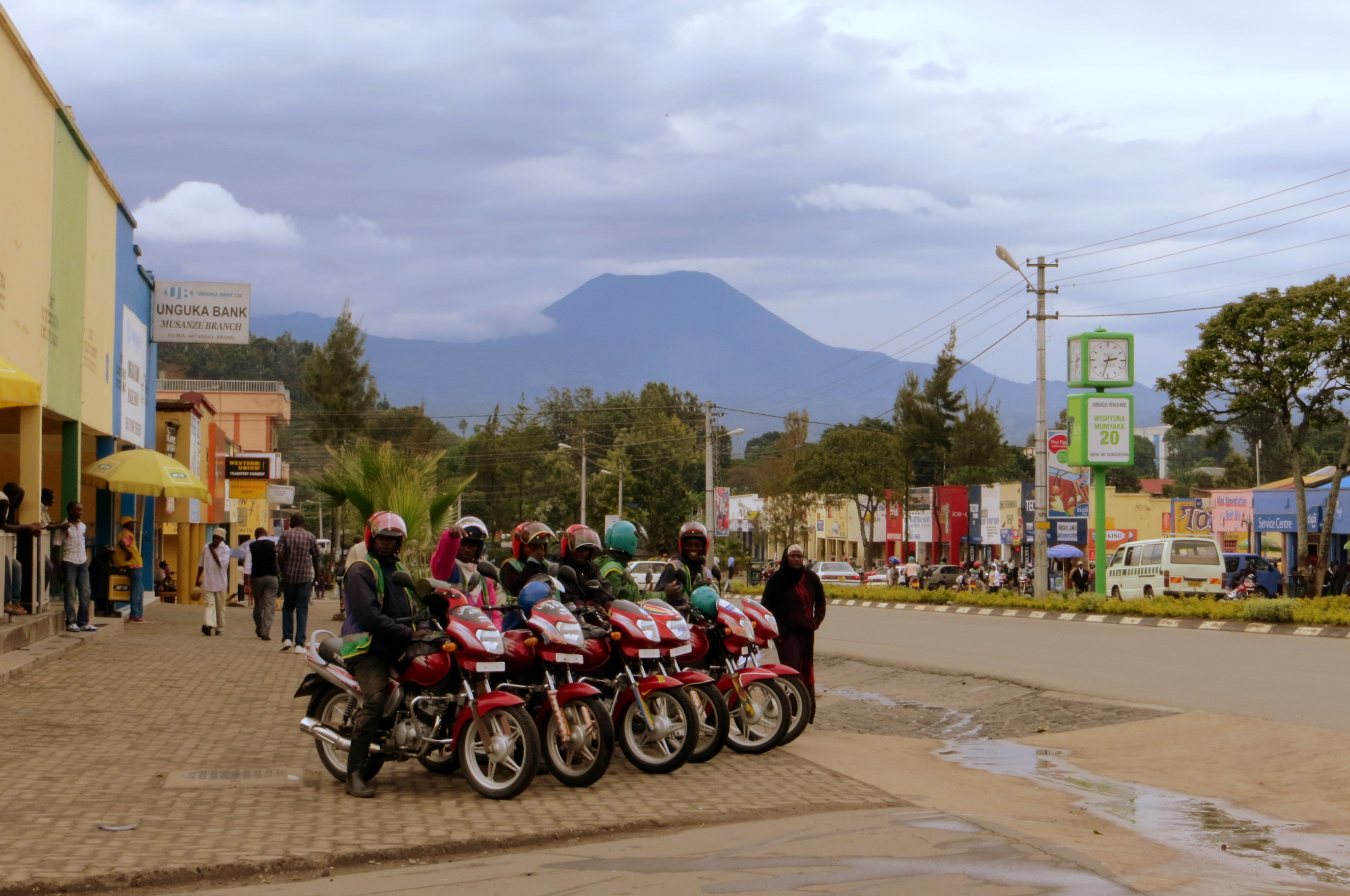
Мототакси в Мусанзе (2012 год)
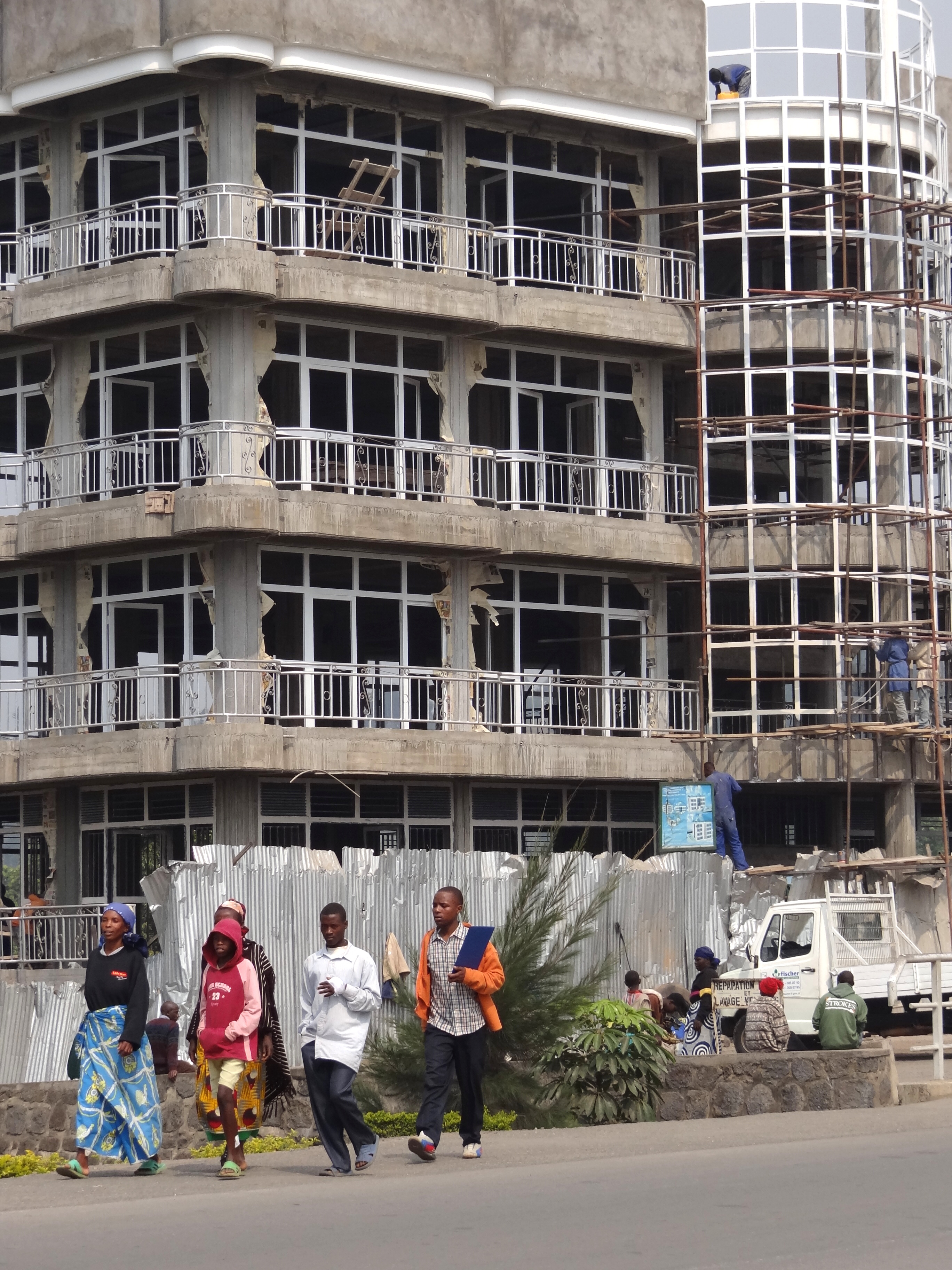
Строящееся здание (2012 год)
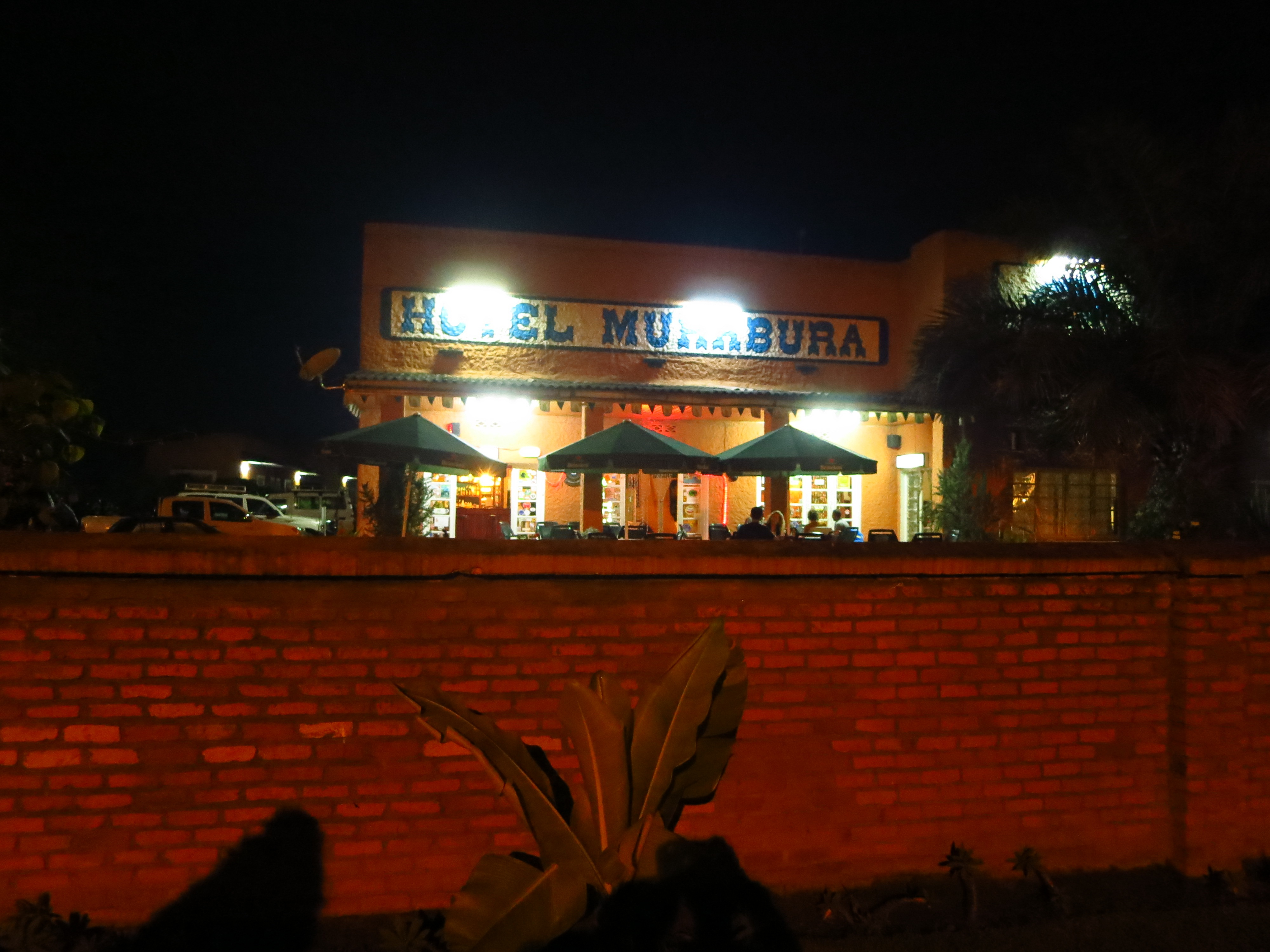
Отель Muhabura (2012 год)
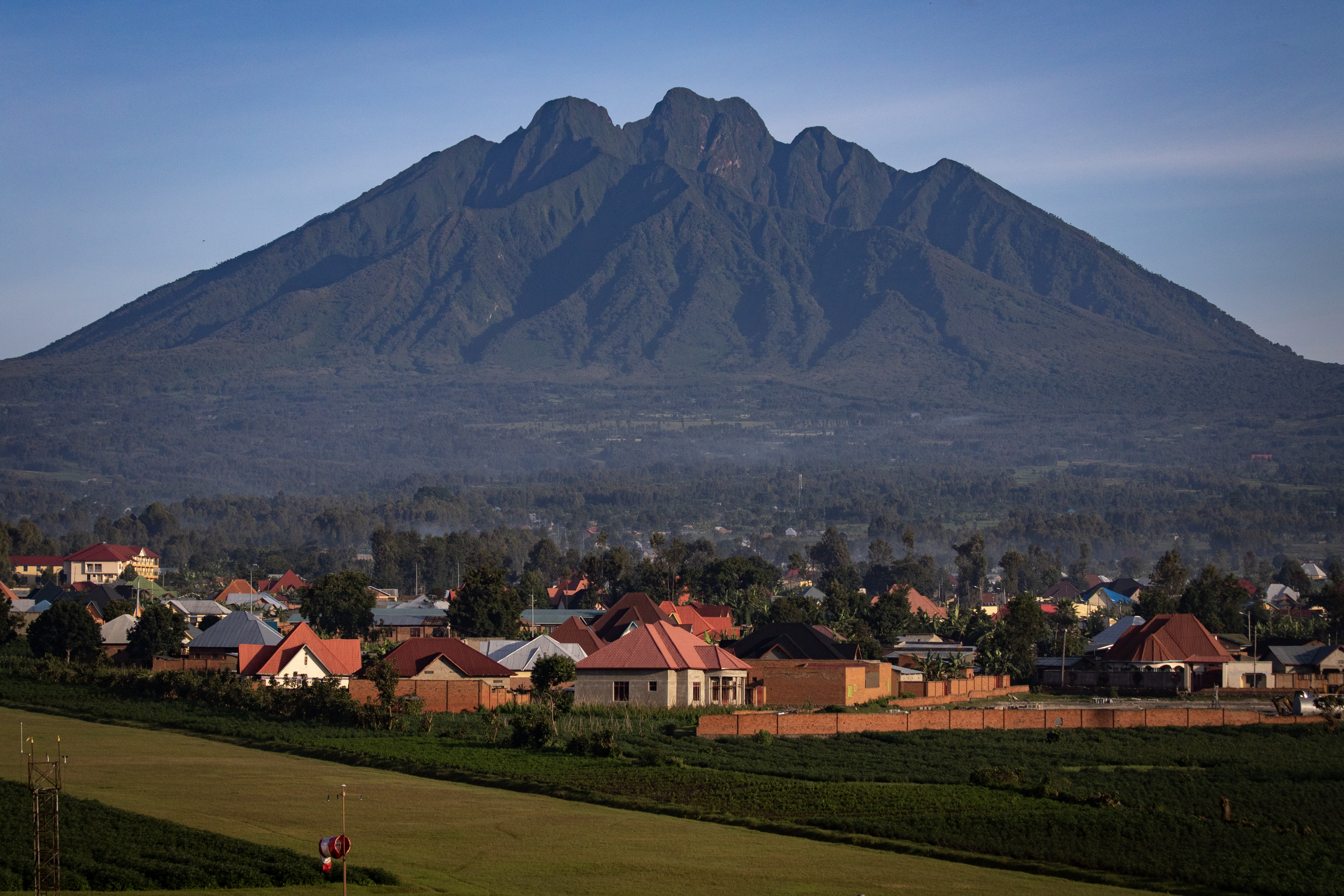
Часть города на фоне вулкана (2018 год)